# Offerrådgivningen
Offerrådgivningen er en frivillig organisation, der blev stiftet i 1998 med finansielle midler fra Rigspolitiet. Med frivillige rådgivere yder organisationen hjælp til folk, der har været udsat for voldsomme eller chokerende begivenheder, der kan sætte dybe spor hos offeret. Offerrådgivningen i Danmark er medlem af Victim Support Europe og fungerer som paraplyorganisation for de lokale offerrådgivninger i Danmark. Offerrådgivningen er uafhængig af myndigheder samt politiske og religiøse retninger. 

## Historie
FN vedtog i 1985 en deklaration om ofres fundamentale rettigheder i retsprocessen. Et af grundprincipperne i deklarationen var, at der skulle ydes materiel, psykisk, medicinsk og social hjælp fra det offentlige eller frivillige organisationer. I Danmark fremsatte justitsministeren Frank Jensen i 1997 et forslag om ændring af retsplejeloven, hvilket blandt andet skulle styrke ofres retstilling. Et af initiativerne var at oprette offerrådgivning i landets politikredse, hvilket i 1998 blev iværksat af rigspolitichefen. I år 2001 gik de lokale offerrådgivninger sammen om at oprette en paraplyorganisation, der fik navnet Offerrådgivningen i Danmark. 

## Offerrådgiverne
Alle offerrådgivere er frivillige og ulønnede. De har alle modtaget kurser i psykologi, jura, sociallovgivning og politiets sagsbehandling. Offerrådgiverne har tavshedspligt og garanterer anonymitet til brugerne, der kan være ofre, vidner eller pårørende. Offerrådgiverens opgave er at yde "psykisk førstehjælp" samt yde hjælp senere i et forløb, når krisereaktionerne opstår. Offerrådgivere kan også hjælpe med kontakt til det professionelle behandlingssytem, være bisidder i møder med myndighederne og hjælpe offeret videre til andre tilbud og støttemuligheder i lokalområdet. Offerrådgiverne yder således hjælp til det, der ikke bliver ydet hjælp til fra de offentlige myndigheders side. Offerrådgivningen kan i modsætning til de offentlige myndigheder kontaktes døgnet rundt.

## Reklame for Alvor
I 2003 blev Offerrådgivningen tildelt prisen Reklame for Alvor, der hvert år uddeles af den danske reklamebranche. Prisen indebar en kampagne udført og finansieret af den danske reklamebranchen. Kampagnen har fået kritik af blandt andet Center for Voldtægtsofre på Rigshospitalet, der kritiserede, at der blev vist en kvinde i reklamefilmen, der gjorde det, der ikke anbefales efter en voldtægt, nemlig at tage et bad og undlade at melde sig straks. Landsformanden for offerrådgivningen Inge Christensen forklarede, at mange føler sig utrygge ved at melde sig til myndigheder først og at Offerrådgivningen altid ville opfordre voldtægtsofferet til at melde sig til Center for Voldtægtsofre. Kampagnen introducerede et landsdækkende telefonnummer for Offerrådgivningen og knap 200 ofre kontaktede Offerrådgivningen på dette nummer måneden efter kampagnen. 